# 卡索利
卡索利是意大利阿布鲁佐大区基耶蒂省的一个镇，位于意大利中部山區，人口有五千多人。